# 福爾斯曼 (印地安納州本頓縣)
福爾斯曼（英語：Foresman）是位於美國印地安納州本頓縣的一個非建制地區。該地的面積和人口皆未知。

## 地理
福爾斯曼的座標為40°29′59″N 87°09′02″W / 40.49972°N 87.15056°W，而該地的平均海拔高度為216米（即709英尺）。